# Douglas Wilson (basketballer)
Douglas Wilson (Evanston, 7 januari 1999) is een Amerikaans basketballer.

## Carrière
Wilson speelde collegebasketbal voor de Kirkwood CC Eagles van 2017 tot 2019. In 2019 maakte hij de overstap naar de South Dakota State Jackrabbits waar hij speelde tot in 2022. In de NBA draft van 2022 werd hij net gekozen en hij tekende zijn eerste profcontract bij het Franse ALM Evreux Basket. Zijn contract werd echter ontbonden nadat hij niet slaagde in de fysieke testen. Hij tekende pas het seizoen erop weer bij een club ditmaal in IJsland bij Álftanes.
In de zomer van 2024 tekende hij bij de Belgische eersteklasser Kortrijk Spurs. Eind september 2024 verliet hij de club alweer na een blessure en werd vervangen door landgenoot Yor Anei.